# Rot-Weiß Lüdenscheid
Rot-Weiß Lüdenscheid e. V. – niemiecki klub piłkarski z siedzibą w mieście Lüdenscheid, występujący w Bezirkslidze Westfalen (grupa 5), stanowiącej siódmy poziom rozgrywek w Niemczech.

## Historia
Klub został założony w 1908 roku jako Luedenscheider Fußball-Klub. W 1918 roku połączył się z FC Preußen 09 oraz SV Luedenscheider 1910, tworząc VfB Lüdenscheid 08. Z kolei w 1919 roku doszło do fuzji z RSV Höh 1910, w wyniku czego powstał Lüdenscheid Turn-Verein 1861. W 1920 roku RSV odłączyło się jednak od klubu, zaś VfB w 1924 roku zmieniło nazwę Sportfreunde 08. W 1971 roku doszło do ponownej fuzji z RSV, a klub przyjął nazwę Rot-Weiß Lüdenscheid. W 1977 roku awansował do 2. Bundesligi (grupa Nord). W sezonie 1980/1981 zajął w niej 20. miejsce i spadł z ligi.

## Występy w lidze
| Sezon     | Poziom | Liga               | Miejsce      |
| --------- | ------ | ------------------ | ------------ |
| 1977/1978 | II     | 2. Bundesliga Nord | 13.          |
| 1978/1979 | II     | 2. Bundesliga Nord | 19.          |
| 1979/1980 | II     | 2. Bundesliga Nord | 16.          |
| 1980/1981 | II     | 2. Bundesliga Nord | 20. (spadek) |